# Abraham Kuyper
Abraham Kuyper född 29 oktober 1837 i Maassluis, död 8 november 1920 i Haag, var en nederländsk teolog och politiker.

## Biografi
Kuyper blev efter studier i Leiden 1862 teologie doktor, prästvigdes 1863, verkade som predikant bland annat i Utrecht och (från 1870) i Amsterdam samt började tidigt utöva flitig teologisk och politisk skriftställarverksamhet. År 1872 blev han utgivare av den konservativa tidningen "De standaard" och framlade sitt politiska program i skriften Het calvinisme, de grondslag en waarborg onzer constitutioneele vrijheden, i vilken han förfäktade en på strängt reformert grund stående konservativ åskådning. 
Kuyper valdes 1874 till ledamot av Generalstaternas andra kammare och nedlade då sitt pastorsämbete för att helt ägna sig åt politiken, men lämnade 1877 av hälsoskäl riksdagen samt blev 1880 lärare i teologi vid det samma år av honom grundlagda fria kristliga universitetet i Amsterdam, Vrije Universiteit. Efter Guillaume Groen van Prinsterers död (1876) hade han blivit ledare för det nyorganiserade Antirevolutionära partiet, vars åskådning han framlade i skriften Ons program (1879); därjämte verkade han för sina kyrkliga idéer genom veckotidningen "De heraut" (från 1877) och blev 1886 ledare för en hans idéer hyllande sammanslutning, "Doleantie", inom Nederländska reformerta kyrkan.
Kuyper var 1894-1901 på nytt ledamot av andra kammaren och juli 1901-juni 1905 premiär- och inrikesminister, stödd på en "kristlig demokratisk" allians mellan reformerta och katoliker, vilken sammanhölls av gemensam motvilja mot ateismen och materialismen i "franska revolutionens idéer". Man drev till exempel igenom lagen om den högre undervisningen av 1905, som gav de fria kristna högskolorna samma rätt till statsbidrag och examinationsrätt som de statliga universiteten. 
Kuyper blandade sig ofta personligen i utrikespolitiken och försvarade ivrigt boernas sak i Sydafrika. Vid valen i juni 1905 besegrades regeringskoalitionen av en allians mellan liberaler och socialister; Kuyper avgick då och gjorde en längre utländsk resa, invaldes i oktober 1908 åter i andra kammaren och vann på nytt stort inflytande bland de högergrupper, som bildade majoriteten. Samma år erhöll han titeln "statsminister". Han blev emellertid 1909 starkt komprometterad genom upptäckten av, att en köpman under hans ministertid erhållit en ordensutmärkelse till lön för gåvor till välgörenhetsanstalter och partifonder. Han lämnade 1912 sitt mandat i andra kammaren, men satt sedermera i första kammaren till kort före sin död.
Bland Kuypers många skrifter märks en edition av den polske reformatorn Johannes av Lascos verk (två band, 1866), Het sociale vraagstuk en de christelijke religie (1891), Encyclopædie der heilige godgeleerdheid (tre band, 1894), en uppsats om krisen i Sydafrika (i "Revue des deux mondes", 1900; nederländsk upplaga samma år) samt en samling av hans riksdagstal, Parlementaire redevoeringen 1894-1905 (band 1, 1908). Kuypers föreläsningar om calvinismen utgavs i tysk översättning 1904.